# Maladera mirabilis
Maladera mirabilis är en skalbaggsart som beskrevs av Brenske 1894. Maladera mirabilis ingår i släktet Maladera och familjen Melolonthidae. Inga underarter finns listade i Catalogue of Life.